# Leither Bach
Der Leither Bach ist ein Fließgewässer im Grenzbereich der beiden Städte Essen und Bochum. Er ist ein gut vier Kilometer langer und rechter Zufluss des Schwarzbachs.

## Geographie

### Verlauf
Der Leither Bach bildet die Grenze zwischen dem rheinländischen Leithe im ehemaligen Stift Essen und dem westfälischen Leithe in der ehemaligen Grafschaft Mark. Er entspringt auf dem Mesenhohl an der Straße Im Helf und mündet weiter nördlich in Gelsenkirchen-Rotthausen in den Schwarzbach.

### Zuflüsse
- Lahnbecke (links), 0,8 km

## Renaturierung
2015 wurde die Renaturierung des Gewässers angekündigt. Diese Maßnahme ist 2021 abgeschlossen worden.